# Solsidan (serie televisiva)
Solsidan è una serie televisiva svedese di genere commedia creata da Felix Herngren, Ulf Kvensler, Jacob Seth Fransson, Pontus Edgren e prodotta da FLX, Jarowskij AB, che va in onda dal 2010 sull'emittente televisiva TV4. Interpreti principali sono Felix Herngren, Mia Skäringer, Johan Rheborg e Josephine Bornebusch.
La serie si compone di 6 stagioni, per un totale di 60 episodi (10 per stagione), della durata di 22 minuti ciascuno. Il primo episodio, intitolato Inflytten, venne trasmesso in prima visione il 29 gennaio 2010.
La serie è stata trasmessa anche in Belgio, Danimarca, Finlandia, Germania e Norvegia.

## Trama
Protagonisti della serie sono Alex Löfström e Anna Svensson, una coppia di fidanzati quarantenni in attesa di una bambina (che sarà chiamata Wilma), che si è appena trasferita nella villa dei genitori di lui a Saltsjöbaden, dove Alex ha aperto uno studio dentistico, e i loro vicini, i coetanei Fredde e Mickan Schiller, che hanno due figli.

## Produzione
Dopo l'interruzione della serie nel 2015 dopo cinque stagioni, nell'autunno 2018 fu annunciata la produzione della sesta (trasmessa a partire dall'autunno 2019), della settima e dell'ottava stagione.

## Episodi
| Stagione         | Puntate | Prima TV Svezia | Prima TV Italia |
| ---------------- | ------- | --------------- | --------------- |
| Prima stagione   | 10      | 2010            | inedita         |
| Seconda stagione | 10      | 2011            | inedita         |
| Terza stagione   | 10      | 2012            | inedita         |
| Quarta stagione  | 10      | 2013            | inedita         |
| Quinta stagione  | 10      | 2015            | inedita         |
| Sesta stagione   | 10      | 2019            | inedita         |

## Premi e nomination (lista parziale)
- 2010: Kristallen per il miglior programma televisivo commedia

## Spin-off
- Nel 2017 è stato realizzato dalla serie un film TV omonimo con gli stessi attori protagonisti[8]